# 尾形昭二
尾形 昭二（おがた しょうじ、1901年2月28日 - 1967年3月14日）は、日本の外交官、外交評論家。

## 経歴
熊本県生まれ。京都府立京都第一中学校卒。1924年東京帝国大学法学部政治学科を卒業後、外務省に入り、パリ、モスクワ、新京大使館、ペトロパヴロフスク領事館などで勤務。その後、本省調査局ソビエト課長、調査局長などを歴任。退官後、外交評論家となり、日ソ協会常任理事を務めた。

## 著書
- 『ソ連二十話』生活社、1948年。
- 『ソヴェト同盟の基礎知識』新らしい知識講座、世界評論社、1949年。
- 『ソ連外交の三十年 その今日への発展』風土社、1949年。
- 『私はソ連をこう見る』ナウカ社、1950年。
- 『ソ連の社会保障 揺籃から墓場まで』大月書店、1959年。

### 共著
- 『米英ソの勞働事情』高妻靖彦,山中篤太郎共著、毎日勞働講座、毎日新聞社、1947年。
- 『平和をわれらに』東京大学協同組合出版部、1949年。

### 翻訳
- エ・ア・カローヴィン『ソヴェト外交政策の基本原則』岩崎書店 知識文庫 1952
- 全ソ労働組合中央評議会編『ソヴェトの国家社会保険 関係法令集』訳編 理論社 1953

## 論文
- <尾形昭二